# Унеча (Клинцовский район)
Унеча (Старое название Унеч) — деревня в Клинцовском районе Брянской области в составе Лопатенского сельского поселения.

## География
Находится в западной части Брянской области на расстоянии приблизительно 18 км на запад-северо-запад по прямой от районного центра города Клинцы.

## История
Основана в 1672 году как деревня Унеч (Внеча). 
Внеча, вариант Унеча. По-видимому, первоначальной формой является чешское слово "внетя" (vnetia), что означает "вторичный".
В середине XVIII века здесь же был устроен пильный завод графа Румянцова. До 1781 входила в Новоместскую сотню Стародубского полка. В начале XIX века работал стекольный завод графини Голицыной. В 1859 году здесь (деревня Суражского уезда Черниговской губернии) учтено было 59 дворов, в 1892—107 двора.

## Население
Численность населения: 354 человека (1859), 635 человек (1892), 166 человек (2002), 134 человек (2010), 129 человек (2013).